# District de Killa Saifullah
Le district de Killa Saifullah ou Qilla Saifullah (en ourdou : ضلع قلعہ سیف اللہ) est une subdivision administrative du nord de la province du Baloutchistan au Pakistan. Créé en 1988, le district a pour capitale Killa Saifullah. Il dispose d'une mince frontière avec l'Afghanistan.
Peuplé de quelque 340 000 habitants en 2017, la population du district est majoritairement pachtoune. Principalement pauvre et peu développé, le district vit surtout de l'agriculture. 

## Histoire
Killa Saifullah fait partie de l'agence de Zhob à partir de 1890, puis devient un sous-tehsil distinct en 1893 et un tehsil en 1903. Ce dernier quitte le district de Zhob pour devenir un district en décembre 1988. Son nom Killa Saifullah signifie le « fort de Saifullah » et est tiré de la famille des Saifullah Khan, historiquement influente.

## Démographie
Lors du recensement de 1998, la population du district a été évaluée à 193 553 personnes, dont environ 13 % d'urbains. Le taux d'alphabétisation était de 18 % environ, soit bien moins que la moyenne nationale de 44 %. Il se situait à 25 % pour les hommes et 9 % pour les femmes. 
En 2013, l'alphabétisation est estimée à 37 % par les autorités, dont 53 % pour les hommes et 17 % pour les femmes.
Le recensement suivant mené en 2017 pointe une population de 342 814 habitants, soit une croissance annuelle moyenne de 3,1 %, un peu inférieure à la moyenne provinciale de 3,4 % mais nettement supérieure à la moyenne nationale de 2,4 %. Le taux d'urbanisation augmente un peu pour passer à 18 %.
Le district est principalement peuplé de Pachtounes parlant pachto. Il compte quelques rares minorités religieuses : 1,4 % de chrétiens, 1,1 % d'hindous et de faibles effectifs sikhs, en 1998.  

## Administration

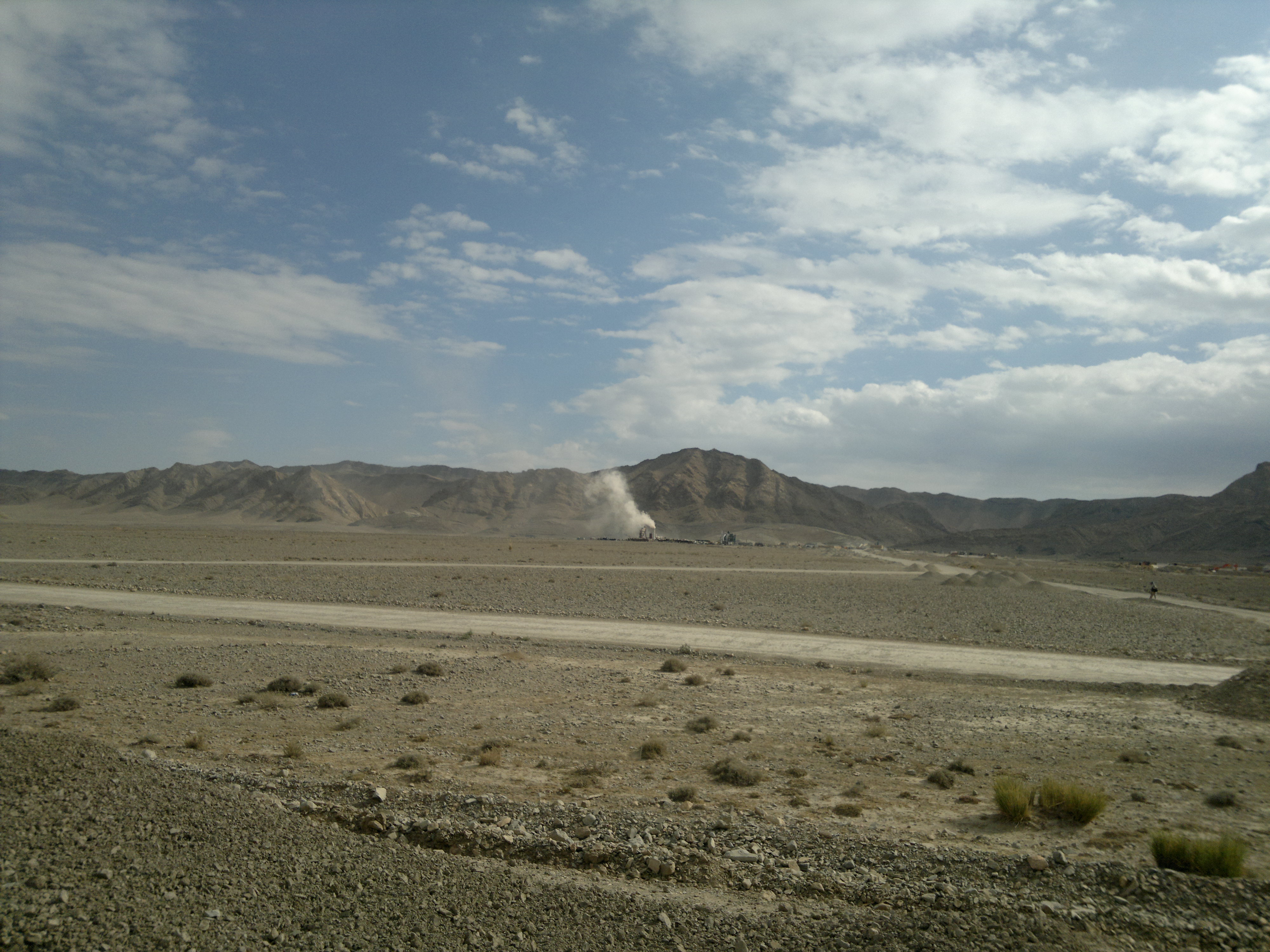
Paysage du district.

Lors du recensement de 2017, le district est divisé en six tehsils ou sous-tehsils ainsi que 22 Union Councils. 
| Tehsil          | Population (rec. 2017) |
| --------------- | ---------------------- |
| Badini          | 15 301                 |
| Kan Mehtarzai   | 33 240                 |
| Killa Saifullah | 132 264                |
| Loiband         | 28 061                 |
| Muslim Bagh     | 78 597                 |
| Shinki          | 55 351                 |

Le district compte près de 63 000 urbains selon le recensement de 2017, dont la totalité est répartie entre deux villes : la plus peuplée est la capitale Killa Saifullah, suivie de près par Muslim Bagh.
| Ville           | Population (rec. 2017) |
| --------------- | ---------------------- |
| Killa Saifullah | 34 677                 |
| Muslim Bagh     | 28 066                 |

## Économie et éducation

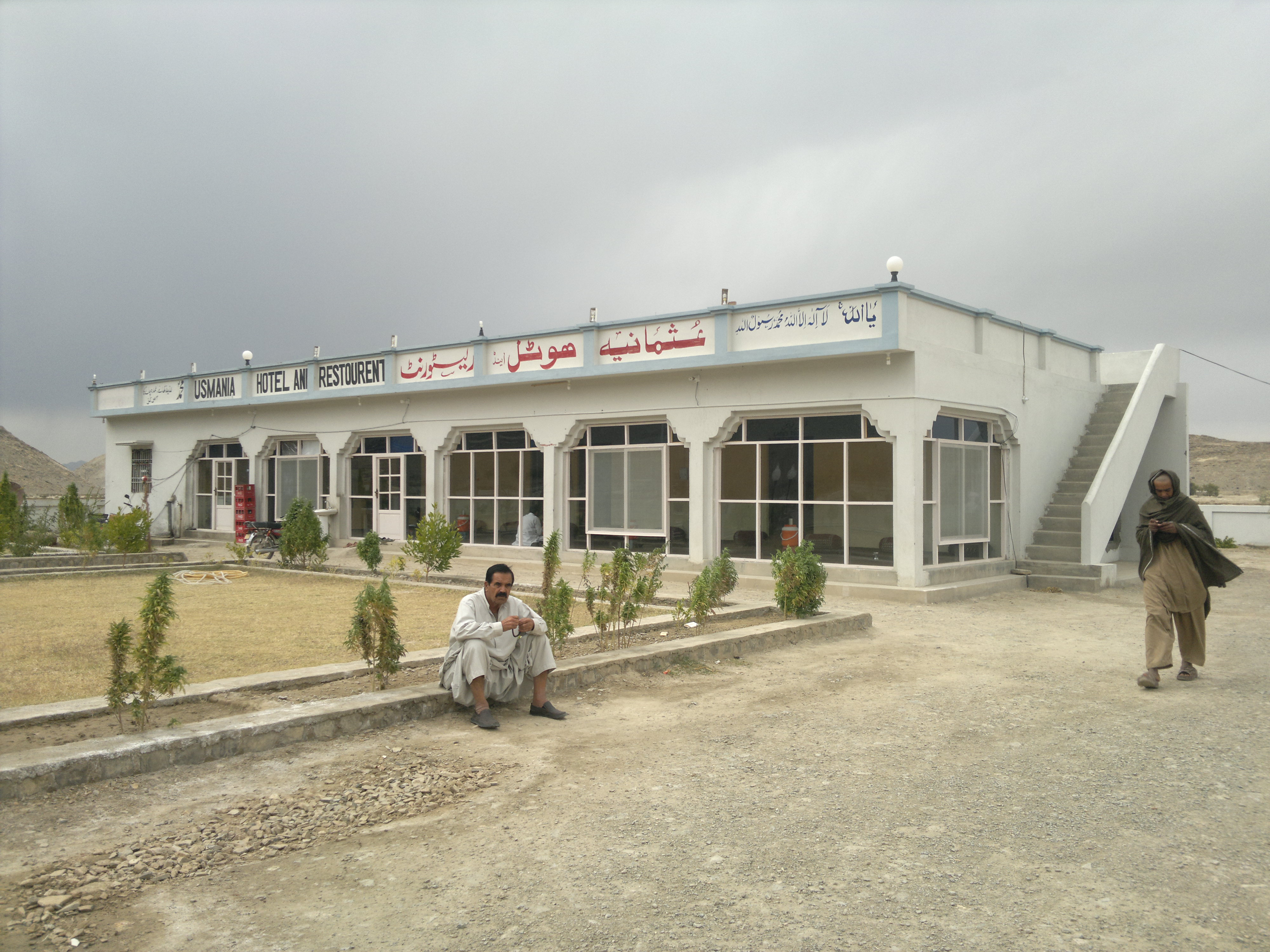
Hôtel à Killa Saifullah.

Principalement pauvre et rurale, la population du district vit surtout de l'agriculture non irriguée, dépendante de pluies irrégulières. Près de 6 % de la superficie est cultivée, soit environ 660 kilomètres carrés. On y produit surtout du blé, de l'orge, du cumin, du coton et du maïs, ainsi des pommes et abricots notamment. On trouve également des mines de calcaire, magnésite, cuivre et fer.
Les services publics sont peu développés dans le district, notamment les infrastructures scolaires qui sont manquantes. Si 82 % des enfants sont scolarisés dans le primaire en 2013, et ce taux chute à 35 % pour l'enseignement secondaire.   

## Politique
De 2002 à 2018, le district est représenté par la circonscription no 20 à l'Assemblée provinciale du Baloutchistan. Lors des élections législatives de 2008, elle a été remportée par un candidat de la Muttahida Majlis-e-Amal, et durant les élections législatives de 2013, par un candidat de la Jamiat Ulema-e-Islam (F). À l'Assemblée nationale, il est partiellement représenté par la circonscription no 264, qu'il partage avec les districts de Sherani et Zhob. Lors des élections de 2008, elle a été remportée par un candidat indépendant, et durant les législatives de 2013, par un candidat de la Jamiat Ulema-e-Islam (F).
Avec le redécoupage électoral de 2018, le district partage avec Sherani et Zhob la circonscription no 257 pour l'Assemblée nationale et est pleinement représenté par la troisième circonscription de l'Assemblée provinciale. Lors des élections législatives de 2018, elles sont remportées par deux candidats du Muttahida Majlis-e-Amal,.
| Parti                                      | Voix (province) | %       |
| ------------------------------------------ | --------------- | ------- |
| Muttahida Majlis-e-Amal                    | 22 486          | 40,61 % |
| Pashtunkhwa Milli Awami                    | 17 250          | 31,16 % |
| Jamiat Ulma-e-Islam Nazryati               | 11 875          | 24,45 % |
| Autres partis                              | 2 821           | 5,10 %  |
| Indépendants                               | 930             | 1,68 %  |
| Total exprimés (participation : 54,72 %)   | 55 365          | 100 %   |
| Source : Commission électorale du Pakistan |                 |         |